# Amenemwia
Amenemwia (Jmnw-m-wj3) war ein hoher altägyptischer Beamter mit dem Titel Bürgermeister von Heliopolis (Ḥ3tj-ˁ-n-Jwnw). Er amtierte unter Merenptah. Amenemwia ist von einer Statue und einer Stele bekannt. Bei der Stele handelt es sich wahrscheinlich um seine Grabstele, die sich wiederverwendet in einem Grab der Spätzeit fand. Er trug darüber hinaus die Titel Domänenverwalter des Atum und Vorsteher der Arbeiten in der Domäne von Iusaas. Bei Iusaas handelt es sich um den antiken Namen eines Stadtteils von Heliopolis.